# Marathon vert d'Agadir
Le marathon vert d'Agadir (ou Marathon international vert d’Agadir) est une épreuve de course à pied de 42 km organisée annuellement dans la ville d'Agadir. Créée en 2012, la compétition inclut également un semi-marathon de 21km, un mini-marathon de 7km et un Kids marathon pour les enfants.

## Parcours
Depuis la première édition, le marathon vert prend son départ à la place Al Amal, en longeant la corniche de la plage d'Agadir jusqu'au port au Nord. Le parcours continue avec vers l'Est avec un trajet passant par les avenues de Moulay Hassan I et le barreau Est-Ouest.